# Patacão
Patacão eram as moedas de 960 Réis que eram cunhadas sobre outras moedas, sendo portanto denominadas recunhos, predominantemente sob moedas de 8 Reales das colônias espanholas na América, porém são conhecidos exemplares recunhados sobre moedas Napoleônicas, Austríacas e Americanas, além de moedas das recém criadas repúblicas latino-americanas.
Sua denominação popular de patacão deriva do termo pataca, comumente usado em moedas Portuguesas de 320 Réis, sendo portanto o Patacão referente ao valor de 3 patacas.
No Brasil, o patacão era uma moeda de prata de 960 réis (3 patacas), pesando 27,07 gramas com pureza de 896 a 903 partes por mil, foram criadas em 20 de novembro de 1809 e foram cunhadas de 1810 a 1834 (em 1809 foram cunhados apenas ensaios), nas casas da moeda de Rio de Janeiro, Bahia e Minas Gerais, sendo uma moeda antecessora da decimalização ocorrida no Século XIX.
Surgiram principalmente para atender as necessidades financeiras da corte portuguesa, transferida para o Brasil em 1808 devido a proximidade da invasão de Portugal pelas tropas Napoleônicas.
Em Portugal foi uma moeda de cobre de 10 réis, de D. João III

## Colecionismo
Constituem importante forma de colecionismo, sendo considerada uma categoria especial na numismática brasileira. É possível dividir o colecionismo em três formas: coleção por tipos, por datas e por variantes.

### Coleção por tipos
Leva em consideração somente o período e a Casa onde a moeda foi cunhada, procurando sempre adquirir exemplares no melhor estado de conservação possível. Por ser a forma mais simples de colecionismo e por não exigir conhecimentos profundos sobre o assunto, e a forma mais indicada para quem está iniciando. Sendo assim, uma coleção de 960 Réis por tipo deve conter os seguintes exemplares:
1. Um carimbo de Minas,
2. Um patacão da Colônia com a letra “R”,
3. Um patacão da Colônia com a letra “B”,
4. Um patacão da Colônia com a letra”M”,
5. Um patacão do Reino Unido com a letra “R”,
6. Um patacão do Reino Unido com a letra “B”,
7. Um patacão do Império (D. Pedro I) com a letra “R”,
8. Um patacão do Império (D. Pedro I) com a letra “B”,
9. Um patacão do Império (D. Pedro II) com a letra R, e ainda
10. Um patacão da chamada “série especial”.

### Coleção por datas
É o tipo de colecionismo mais comum entre os numismatas. Os poucos catálogos brasileiros, em sua maioria, apresentam as moedas dispostas, inicialmente pelo metal em que foram confeccionadas (ouro, prata, cobre, etc) e a partir daí, são ordenadas de acordo com as datas e em cada data, vez por outra, são apresentadas as variantes clássicas. Esta forma de colecionismo requer um investimento consideravelmente maior que aquele dispensado à coleçao por tipos, sem contar que algumas datas sao consideradas raríssimas ou mesmo peças únicas, o que praticamente impossibilita o “fechamento” de uma coleção completa de moedas de 960 Réis (por datas).
É indicada aos colecionadores que por, presumivelmente, já possuirem uma coleção por tipos com muitas peças, já adquiriram experiência e conhecimento suficientes para se dedicarem a esta forma de colecionismo.

### Coleção por variantes
Como o processo de cunhagem era mecânico, exigindo constantes trocas dos cunhos de anverso e reverso, devido a empastamento (desgaste) ou até pela rachadura e quebra dos mesmos, diversas matrizes de uma mesma data eram feitas. Como os cunhos eram abertos à mão, era praticamente impossível que um cunho fosse igual ao outro. Alguns pesquisadores como Lupércio Gonçalves Ferreira (no seu Catálogo das Variantes dos Patacões da Casa da Moeda do Rio de Janeiro) e Renato Berbert de Castro (no seu Catálogo das Variantes dos Patacões da Casa da Moeda da Bahia), já relacionaram e cadastraram, com base na observação de um grande número de exemplares, uma grande quantidade de variantes. Porém, esse número não pode ser considerado definitivo uma vez que, volta e meia, surge uma nova variante devido à combinação de um determinado cunho de anverso com outro de reverso, ou mesmo devido a um cunho novo (o que é mais raro). Esse tipo de colecionismo requer alguns conhecimentos básicos dos elementos que constituem os cunhos de anverso e reverso de um patacão tais como a perolagem da coroa e as partes da esfera armilar. Além dos catálogos especializados citados acima, boas lentes ou uma lupa estereoscópica, são recomendadas.